# The Turning (film, 2013)
The Turning (v anglickém originále The Turning) je australský povídkový film z roku 2013. Na každé povídce pracoval jiný filmový štáb (včetně režie). Hlavní role ve filmu ztvárnili Cate Blanchett, Hugo Weaving, Miranda Otto, Richard Roxburgh a Rose Byrne.

## Obsazení
| Cate Blanchett      | Gail Lang    |
| Hugo Weaving        | Bob Lang     |
| Miranda Otto        | Sherry       |
| Richard Roxburgh    | Vic Lang     |
| Rose Byrne          | Rae          |
| Mirrah Foulkes      | Fay Keenan   |
| Harrison Gilbertson | Victor       |
| Callan Mulvey       | David Wilson |